# Oldenlandia tenuifolia
Oldenlandia tenuifolia är en måreväxtart som beskrevs av Nicolaas Laurens Nicolaus Laurent Burman. Oldenlandia tenuifolia ingår i släktet Oldenlandia och familjen måreväxter. Inga underarter finns listade i Catalogue of Life.